# Hermann Wenninger
Hermann Wenninger (* 19. Oktober 1907 in Gunzenhausen, Bayern; † 17. Januar 1986 in München) war ein deutscher Dramaturg, Schauspieler, Regisseur und Schriftsteller.

## Wirken
Wenninger studierte an den Universitäten in München und Berlin, u. a. bei Arthur Kutscher. Nach seiner Promotion (1931) arbeitete er 1931–34 an den Münchener Kammerspielen, anfangs als Schauspieler und Hilfdramaturg, ab 1933 als Chefdramaturg und Regieassistent bei Otto Falckenberg. Von 1933 bis 1934 war er Regisseur am Bayerischen Rundfunk, 1937–39 Regisseur am Schauspielhaus Hamburg. Anschließend leistete er Wehrdienst im Kriegseinsatz ab. Nach dem Zweiten Weltkrieg war er in Göttingen und anschließend als Oberspielleiter der Jungen Bühne Hamburg tätig. Von 1948 bis 1953 arbeitete er als Regisseur, Chefdramaturg und stellvertretender Intendant des Bayerischen Staatsschauspiels München.
Ab den 1950er-Jahren arbeitete er auch als Hörspielregisseur; ab den späten 1950er-Jahren drehte er dann eine Reihe von Fernsehfilmen, an denen Schauspieler wie Marianne Hoppe (Das Haus im Nebel), Karl-Georg Saebisch (Die Frau deiner Jugend) sowie Fritz Wepper und Paul Dahlke (Um 8 Uhr kommt Sadowski) mitwirkten.

## Filmografie
- 1957: Das Haus im Nebel
- 1958: Die Frau deiner Jugend
- 1963: Kennst du...? (TV-Serie)
- 1963: Um 8 Uhr kommt Sadowski
- 1963: Don Gil von den grünen Hosen (Regie mit Gustaf Gründgens)
- 1970: Durch die Wolken (Regie mit Hanskarl Zeisler)

## Hörspiele (Auswahl)
- 1953: Der Chef kommt um sechs
- 1954: Die natürliche Tochter (Ein Trauerspiel von Johann Wolfgang von Goethe)[2]
- 1954: Schlafwagen Pegasus, nach Thornton Wilder
- 1957: Der Ruepp (nach Ludwig Thoma)
- 1958: Weg nach Grenoble[3]
- 1958: Der Weg nach Grenoble
- 1959: Die Lokalbahn[4]
- 1961: Du kannst jederzeit gehen[5]
- 1961: Der blaue Vogel
- 1962: Raskolnikoff (nach Fjodor Michailowitsch Dostojewski, in einer Bearbeitung von Leopold Ahlsen)
- 1963: Die das Unmögliche lieben
- 1964: Die Rauhnacht
- 1965: Rabentage
- 1966: Ich stehe zur Verfügung
- 1966: Der arme Mann Luther
- 1967: Gittl
- 1967: Friedrich Hebbel: Agnes Bernauer
- 1968: Besichtigung eines Ausweichziels
- 1969: Die Parzen
- 1970: Denkzettel
- 1970: Ein fröhliches Begräbnis
- 1970: Martin Sperr: Jagdszenen aus Niederbayern
- 1973: Melusine – Autor: Iwan Goll
- 1975:  Cécile (nach Theodor Fontane)